# Psaliodes perfuscata
Psaliodes perfuscata là một loài bướm đêm trong họ Geometridae.